# Bătălia din Golful Helgoland (1939)
Bătălia din Golful Helgoland a fost prima bătălie aeriană care a primit un nume din timpul celei de-a doua conflagrații mondiale. Această bătălie avea să declanșeze cea mai lungă campanie a războiului – Apărarea Reichului. Pe 2 septembrie 1939, Regatul Unit a declarat război Germaniei după invazia germană din Polonia, evenimentul declanșator al conflictului mondial. Britanicii nu au acordat niciun sprijin semnificativ maritim sau aerian Poloniei dar, în săptămânile care au urmat, bombardierele RAF au efectuat mai multe misiuni împotriva unor ținte din Germania. Mai multe astfel de raiduri aeriene au avut ca ținte vasele de război ale Kriegsmarine ancorate în porturile germane. Obiectivul atacurilor aeriene era împiedicarea germanilor să își folosească marina militară în Bătălia Atlanticului. Această perioadă de început a războiului cuprinsă între septembrie 1939 și  mai 1940, caracterizată prin situația statică a liniei frontului, cu puține lupte terestre și aeriene, a devenit cunoscută ca „Războiul ciudat”. În schimb, submarinele germane au atacat în forță, provocând pierderi grele flotelor aliate.
Ministerul Aerului a decis în aceste condiții să lanseze un atac împotriva vaselor militare germane de suprafață pentru ca să prevină acordarea de sprijin submarinelor care acționau în Atlanticul de Nord. Pe 18 decembrie 1939, trei escadrile ale RAF au fost trimise să atace vasele germane din Golful Helgoland, să scufunde sau varieze cât mai multe dintre ele. Au plecat în misiune 24 de bombardiere Vickers Wellington, dar două dintre ele s-au întors din drum mai înainte de să intre în spațiul aerian german datorită unor probleme tehnice. Germanii au reacționat încet la început. Ei au reușit să mobilizeze în cele din urmă o puternică forță de avioane de vânătoare care să răspundă atacului. În bătălia aeriană au fost mobilizate cel puțin 80 și cel mult 100 de avioane germane și 22 britanice, dar doar 44 de avioane germane au luat efectiv contact cu bombardierele britanice.
Avioanele de vânătoare ale Luftwaffe au reușit să provoace pierderi mai mari bombardierele RAF decât invers, iar această bătălie a influențat profund strategiile viitoare ale celor două tabere. Pierderile suferite în această bătălie aeriană a forțat RAF să abandoneze misiunile pe timp de zi și să se angajeze în bombardamente de noapte. În perioada interbelică, RAF ajunse la credința că „bombardierele vor reuși întotdeauna” (afirmație făcută pentru prima dată de Stanley Baldwin, care susținea că indiferent cât de puternică este apărarea antiaeriană, în orice atac vor reuși să scape suficient de multe bombardiere care să distrugă țintele). Bătălia din Golful Helgoland dusă în timpul zilei a schimbat această poziție și i-au obligat pe planificatorii britanici să reevalueze posibilitățile RAF. Eșecul raidul i-a făcut de cei din Luftwaffe să creadă bazele de pe teritoriul german sunt invulnerabile în fața atacurilor inamice. Această încredere a crescut odată cu succesele Wehrmachtului din 1939–1941, care au făcut ca forțele aeriene inamice să fie prea departe pentru ca să mai poată executa bombardamente eficiente asupra țintele din Germania. Neglijarea avioanelor de vânătoare pentru luptele de zi a avut consecințe strategice însemnate în anii care aveau să vină. În momentul în care Oberkommando der Luftwaffe a început să organizeze apărarea aeriană care să răspundă campaniei de bombardamente de zi ale United States Army Air Forces, aviația germană era deja angajată într-o luptă de uzură pentru care nu era pregătită. Această abordare greșită a fost unul dintre factorii care au contribuit la înfrângerea Luftwaffe în campania „Apărarea Reichului”. Istoria militară germană consideră că această bătălie s-a numărat printre cele mai importante acțiuni ale întregului război.

## Contextul general

### Strategia RAF
Până la izbucnirea războiului, RAF Bomber Command credea cu tărie că bombardierele pot câștiga orice război fără să aibă nevoie de sprijinul marinei sau a forțelor terestre. Formațiile strânse ale bombardierelor dotate cu armament de bord defensiv erau considerate capabile să distrugă avioanele de vânătoare inamice chiar și în condițiile în care ar fi zburat fără escortă. De fapt, RAF nu avea în dotare bombardiere cvadrimotoare, cu blindaj puternic, care să fie capabile să transporte încărcători mari de bombe la mare distanță, până în inima Germaniei. Singurele ținte pe care le puteau atinge bombardierele britanice erau cele din regiunea industrială Ruhr.
Țările de Jos și Belgia au dorit să păstreze statutul de neutralitate și au refuzat să permită RAF să își stabilească baze militare pe teritoriul lor, ceea ce ar fi permis bombardierelor britanice să lovească ținte mai îndepărtate în Germania. Guvernele celor două țări au interzis chiar și survolarea spațiului lor aerian de către avioanele britanice în drum spre sau dinspre Germania. După izbucnirea războiului, Franța nu a permis decolarea bombardierelor britanice de pe aeroporturi franceze pentru efectuarea unor acțiuni de bombardament împotriva orașelor germane. Dacă pe de-o parte, francezii se simțeau în siguranță apărați de Linia Maginot, ei nu dispuneau de bombardiere cu rază lungă de acțiune, care să efectueze lovituri preventive împotriva Luftwaffe. Escadrilele de avioane de vânătoare franceze nu erau la rândul lor gata să participe la o campanie defensivă împotriva atacurilor germane. Poate cel mai important motiv al refuzului francezilor era însă frica de represalii în cazul în care britanicii ar fi bombardat orașele germane cu avioane decolate de pe aeroporturi franceze. Singura opțiune a RAF a fost să declanșeze raiduri cu plecarea de aeroporturi britanice ale căror ținte să fie doar porturile și orașele de litorale ale Germaniei de nord .
Cea mai importantă amenințare împotriva intereselor aliaților în timp Războiului ciudat a fost reprezentată de acțiunea submarinelor. Unele dintre submarinele germane fuseseră trimise în larg mai înainte de declarația britanică de război și au început operațiunile împotriva vaselor de transport aliate care aduceau provizii vitale pentru supraviețuirea Regatului Unit din America de Nord și din diferite regiuni ale Imperiului Britanic imediat după apariția stării de război. Într-una dintre cele mai cunoscute operațiuni ale acestei perioade este scufundarea de către submarinul U-47 a cuirasatului HMS Royal Oak la Scapa Flow în octombrie 1939. Ca urmare, Amiralitatea a cerut imperios RAF să își concentreze eforturile în domeniul apărării de coastă în loc să își dezvolte forța de lovire strategică. În rândul conducerii britanice acest subiect a fost amplu dezbătut până în 1941. Pentru a-și respecta angajamentele luate față de guvernul SUA și anume acela  de a evita bombardarea țintelor civile, britanicii au conceput „ Western Air Plan 7B (WAP 7B)”, care prevedea atacul împotriva vaselor de război germane. În același timp, și germanii se conformaseră cererilor americane, deși doar după 18 septembrie 1939, după ce fusese asigurată victoria în campania din Polonia. Planul britanic viza distrugerea vaselor germane de suprafață pentru ca să împiedice astfel aprovizionarea flotei de submarine .

### Operațiunile anterioare
Pentru ca să respecte această strategie, planurile inițiale ale RAF prevedeau lansarea raidurilor împotriva vaselor germane de suprafață după executarea unor zboruri de recunoaștere. Prima încercare a fost făcută pe 3 septembrie, când un avion de recunoaștere Bristol Blenheim pilotat de Andrew McPherson a identificat în timpul unui zbor deasupra Mării Nordului o mare forță navală în dreptul portului  Wilhelmshaven. Aparatul de emisie recepție a avionului britanic nu a funcționat, iar atacul bombardierelor a fost lansat doar după ce McPherson a revenit la bază. A fost organizată o forță de atac compusă din 15 bombardiere Handley Page Hampden și 9 Vickers Wellington. Bombardierele nu au reușit să identifice țintele, poate și datorită condițiilor atmosferice nefavorabile.
O încercare similară a fost făcută pe 4 septembrie, când McPherson a identificat din nou vase de război germane în dreptul porturilor Brunsbüttel și Wilhelmshaven. Din nou, aparatul radio nu a funcționat și atacul a fost organizat doar după aterizarea lui McPherson la bază. O forță formată din 15 bombardiere Blenheims și 8 Wellington a decolat pentru găsirea cuirasatelor Gneisenau, Scharnhorst și a cuirasatului Admiral Scheer. Unele dintre bombardiere au reușit să localizeze țintele. Unele echipajele bombardierelor nu erau pregătite pentru război. Cel puțin un echipaj (cel condus de locotenentul Bill McRae) a fost pe punctul să decoleze fără încărcătura de bombe. Locotenentul a remarcat chiar înainte de decolare că nu fusese încărcat compartimentul bombelor. În timpul zborului spre ținte, comandantul escadrilei Paul Harris a odonat servanților mitralierelor să testeze armele. Niciunul dintre servanți nu s-a dovedit capabil să folosească armamentul, grupul de bombardiere îndreptându-se spre teritoriul inamic practic fără posibilitatea să se apere. În ciuda acestui fapt, Paul Harris a continuat zborul spre ținte. Escadrila nr. 9 a reușit să atace în acea zi câteva dintre țintele navale din Brunsbüttel. Bombardamentele au provocat pagube limitate vaselor germane, britanicii pierzând în schimb cinci avioane Blenheims și două Wellingtons.
Admiral Scheer a fost lovit de trei bombe, care nu au explodat însă, în vreme ce crucișătorul ușor Emden a fost avariat în zona castelului prova de un bombardier Blenheim, care s-a prăbușit pe punte. Au fost uciși  11 marinari și alți 30 au fost răniți.
Escadrila II./Jagdgeschwader 77 de sub comanda Oberstleutnant Carl-August Schumacher a decolat de aeroportul bazei aero-navale Nordholz și a interceptat Escadrila 9 RAF. Feldwebelii Hans Troitsch și Alfred Held au revendicat fiecare câte o victorie, iar Leutnant Metz a revendicat o a treia. Aceste aparate de zbor ale Escadrilei 9 au fost primele avioane ale RAF care au fost doborâte de avionale de vânătoare inamice în acest război, iar Troitsch a fost cel mai probabil primul pilot al Axei care a înregistrat o victorie în luptele aeriene cu RAF. Alte patru bombardiere Blenheims din Escadrila nr. 107 au fost doborâte de focul artileriei antiaeriene. În aceste condiții, germanii au apreciat că apărarea lor aeriană a reușit să creeze un sistem eficient împotriva atacurilor aliaților. Folosirea instalațiilor radar le-a oferit piloților de vânătoare un avans de opt minute în care să pregătească apărarea.
Dat fiind că în cazurile precedente se scursese prea mult timp dintre momentul în care avioanele de recunoaștere identificaseră țintele navale germane și cel în care bombardierele au sosit în zona respectivă, s-a modificat abordarea atacului, bombardierele fiind trimise în recunoaștere să identifice și să atace vasele inamice. Ordinele piloților britanici le interzicea atacul împotriva vaselor ancorate în port, în care caz ar fi fost posibilă provocarea de victime în rândul populației civile sau distrugeri ale unor instalații nemilitare, dar îi oprea să atace chiar și navele militare care escortau nave comerciale. Această abordare a făcut ca, pe 29 septembrie, cinci bombardiere britanice Hampdens să  fie doborâte de avioanele de vânătoare Messerschmitt Bf 109 ale II./JG 77. Un alt atac al unei patrule formate din 24 de bombardiere Wellingtons din Escadrilelor 149, 38 și 115 de pe 3 decembrie a avut mai mult succes, scufundând un dragor de mine. În timpul acestui atac, servanții din turelele bombardierelor au reușit să respingă atacul avioanelor de vânătoare germane, doborând unul dintre el. Britanicii nu au pierdut niciun  bombardier în timpul acestui atac. Pilotul german care al cărui aparat de zbor a fost doborât a fost viitorul as al aviației militare germane, Günther Specht. Dragorul de mine M1407 a fost scufundat de bombe care nu au explodat, dar care au străpuns corpul vasului. Un raport german al timpului sublinia că atacul a fost dat de avioanele inamice care se deplasau cu soarele în spate. Același raport afirma că atacul nu a produs daune în regiunile civile din apropiere.
O misiune de recunoaștere a douăsprezece bombardiere Wellington de pe 14 decembrie a dus la pierderea a cinci aparate de zbor. Bombardierele au fost obligate să zboare la altitudine mică din cauza condițiilor meteo nefavorabile și au fost atacate atât de artileria antiaeriană cât și de aviația de vânătoare germană. Responsabilii RAF au considerat că niciun  bombardier  nu a fost doborât de avioanele de vânătoare și de aceea nu și-au schimbat convingerile conform zborul în formații strânse asigură o mare capacitate defensivă a bombardierelor. Toate aceste concluzii sunt contrazise de dovezile de care dispunem în acest moment. Luftwaffe a pierdut un avion de vânătoare pentru cinci bombardiere doborâte, în vreme ce nicio baterie antiaeriană nu a pretins să fi doborât un aparat inamic. Mai multe bombardiere care au fost avariate și au reușit să se reîntoarcă la bază prezentau urme ale gloanțelor de mitralieră, dar nu și ale proiectilelor de artilerie, ceea ce face ca niciuna dintre concluziile responsabililor RAF să fie realistă.

### Organizarea defensivei germane
Organizarea apărării aeriene a  Luftwaffe a suferit mai multe schimbări în primele cinci luni ale războiului. Apărarea porturilor din Germania de nord și a obiectivelor strategice vitale a fost dată în sarcina Comandamentelor Apărării Aeriene locale Luftverteidigungskommando. Astfel, unitatea responsabilă pentru protecția vaselor de război ale Kriegsmarine a fost  Luftverteidigungskommando Hamburg.
Sistemul era unul greoi. Districtul apărării aeriene Hamburg controla atât defensiva aeriană cât și pe cea terestră, dar din punct de vedere geografic cele două nu erau capabile să își acorde sprijin reciproc. Nu exista o defensivă a armelor întrunite, ceea ce înseamnă că FlaK nu sprijinea direct cu foc avioanele germane.
Coordonarea defensivei era îngreunată de relațiile proaste dintre comandanții Luftwaffe și  Kriegsmarine, Reichsmarschall Hermann Göring respectiv Großadmiral Erich Raeder. Un sistem funcțional ar fi presupus cooperarea celor două ramuri, lucru care nu se întâmpla în realitate.
Soluția găsită de comandanții germani era separarea în două niveluri a problemei. Unitățile aviației de vânătoare care apărau zona Mării Nordului au fost subordonate Luftgaukommando XI (Comandamentul Districtului Aerian 9) din Hannover. Aceste unități ale aviației de vânătoare aveau să funcționeze ca un comandament autonom, Jagdfliegerführer. Comandant a fost numit Oberstleutnant Carl-August Schumacher, fostul comandant al  II./Jagdgeschwader 77. Schumacher își începuse serviciul în Kaiserliche Marine (Marina Imperială Germană) în Primul Război Mondial cu gradul de aspirant, luând parte la Bătălia Iutlandei. Șefii săi au considerat că datorită faptului că și-a început cariera în marină îi va fi mai ușor să coopereze cu cei din Kriegsmarine. Schumacher și omologul său din marină aveau însă același grad, nu aveau autoritate unul asupra celuilalt, iar lipsa unității de comandă s-a menținut.

## Forțele implicate

### Luftwaffe

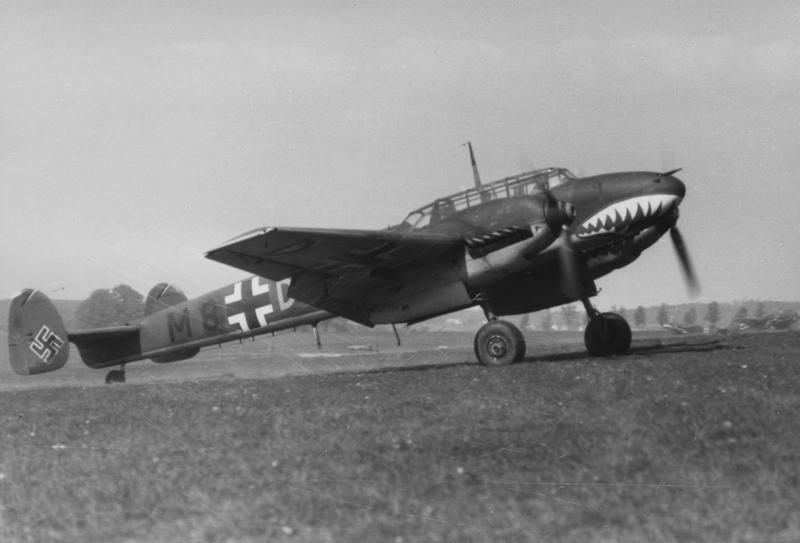
Avionul Messerschmitt Bf 110 a fost arma principală împotriva bombardierelor aliate

Schumacher a fost numit la comanda Stab./ Jagdgeschwader 1 (Comandament/Escadrila de vânătoare 1, ori JG 1), cunoscută și ca JG Nord (Escadrila de vânătoare Nord) ori JG Schumacher. În afară de aparatele Bf-109D și 109E, escadrila a fost echipată și cu Messerschmitt Bf 110. Inactivitatea din timpul Războiului ciudat a permis folosirea acestor aparate, folosite în general de flotele aeriene ofensive (Luftflotte), were available for defensive roles..
Stab./JG 1 avea sub comandă următoarele Gruppen (grupuri) cu efective de 80 -100 de avioane
- II./Jagdgeschwader 77 (JG 77) comandat de Hilmer von Bülow-Bothkamp;
- II./Trägergruppe 186 (Grupul Aerian de Transport 186; TrGr 186), care se afla din punct de vedere oficial sub comanda Zerstörergeschwader 1 (Escadrila de Distrugătoare 1; ZG 1), dar care era în fapt sub controlul Stab./JG 1 for; comandată de Heinrich Seeliger;
- 10. (Nacht)./Jagdgeschwader 26 (JG 26) comandat de Johannes Steinhoff;
- I./Zerstörergeschwader 76 (ZG 76) comandat de Günther Reinecke;
- I./Zerstörergeschwader 26 (ZG 26) comandat de Wolfgang Falck;
- JGr. 101 a fost atașat la ZG 1, după care a devenit II./ZG 1. A fost comandat de Hellmuth Reichardt.[31].

### RAF
RAF a repartizat Grupul nr. 3 pentru executarea atacului. Grupul era format din Escadrila 9, Escadrila 37, Escadrila 38, Escadrila 99, Escadrila 115, Escadrila 149 cu Escadrila 214 și Escadrila 21 în rezervă. Grupul era echipat pentru atacuri de noapte și a fost pregătit în grabă pentru un bombardament pe timp de zi. Pregătirea echipajului nu era bună, mai multe echipaje nefiind antrenate pentru zborul în formații strânse. Dintre echipajele grupului, doar piloții escadrilelor 9 și 214 erau capabili să zboare în formații perfecte. Pentru a-și îmbunătăți capacitatea de zbor în formație și ca să asigure o anumită experiență echipajelor în condiții de luptă, Escadrila 37 a participat la antrenamente cu avioanele de vânătoare Supermarine Spitfire de la baza militară Tangmere. Piloții de vânătoare au raportat la sfârșitul exercițiului că, în condiții reale de luptă, ar fi decimat escadrila în zece minute datorită incapacității echipajelor bombardierelor să mențină o formație strânsă și datorită lipsei avioanelor de escortă. Observațiile piloților de pe Spitfire au fost ignorate.
Comandantul de Escadrilei 149, Harris, și comandantul de grup Kellett erau singurii comandanți cu experiență de luptă. Totuși,  Kellett  nu zburase alături de Escadrilele 9 sau 37 și nu avusese ocazia să zboare alături de echipajele acestora în formații strânse, nici să participe alături de ele la misiuni de bombardament. El nu a avut nici timpul nici ocazia să discute cu subordonații săi planul pentru bombardarea țintelor navale. El nu avut cum să transmită nici măcar unele sfaturi tactice cu privire la reacția grupului în cazul unui atac al avioanelor de vânătoare. Practic, Harris primise comanda unui grup de escadrile cu echipaje neomogene, fără experiență de luptă. Pentru misiunea de pe 24 decembrie, Kellet a avut la dispoziție 24 de avioane Wellington ele Escadrilelor 9, 37 și 149. Bombardierele au ales să zboare în formația de forma „diamant”.

## Bătălia

### Țintele
În dimineața zilei de 18 decembrie 1939, ziarul londonez The Times a publicat istoria luptei navale de la Río de la Plata și a sabordării crucișătorului de buzunar Admiral Graf Spee . Câteva ore mai târziu, RAF Bomber Command a plănuit să scufunde o altă navă militară germană importantă. În conformitate cu Ordinul B. 60 de pe  17 decembrie, toate vasele militare germane erau ținte legitime, indiferent dacă erau pe mare sau în port. Bombardierele RAF au primit ordin să survoleze Golful Helgoland și portul Wilhelmshaven și să atace vasele militare germane, evitând cu atenție vasele civile de transport, cartierele de locuințe sau chiar continentul însuși.

### Deplasarea bombardierelor

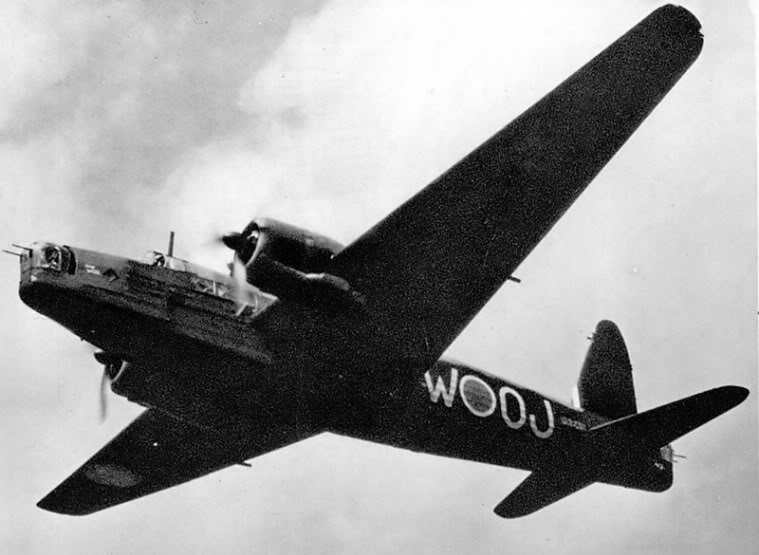
Bombardier Wellington Mk I al Escadrilei 149

Primul bombardier Wellington N2960 a decolat de la  baza aeriană RAF Mildenhall la ora 09:27 cu  locotenent-colonelul Richard Kellett la manșă. Escadrila 9 a decolate de la baza aeriană a decolat de pe aeroportul bazei învecinate de la Honington. Avioanele s-au organizat în formație de zbor deasupra orașului King's Lynn, de unde au început traversarea Mării Nordului. Escadrila 37 a decolat de pe aeroportul  Feltwell dar nu a intrat în formația de zbor cu restul avioanelor decât deasupra Mării Nordului. Odată ajunse deasupra Mării Nordului, toate avioanele au luat cap compas 55° nortd. Piloții britanici doreau să evite puternica apărare antiaeriană de pe Insulele Frizone. Aproape imediat după ce bombardierele au părăsit spațiul aerian englez, cerul s-a curățat de nori, iar avioanele britanice nu au mai beneficiat de acoperire, devenind foarte vizibile pe un cer curat. Două bombardiere (N2984 și N2894, pilotate de Duguid și respectiv Kelly) au trebuit să se întoarcă din drum – primul datorită unor probleme mecanice la motor, iar cel de-al doilea pe post de escortă al avionului cu probleme. Restul bombardierelor, după ce au depășit Insulele Frizone, au schimbat direcția de deplasare spre sud, continuându-și misiunea în condiții perfecte de vizibilitate, ceea ce le-a făcut să fie ușor de identificat de defensiva germană.
După ce au atins frontiera germano-daneză la 55°N 05°E, bombardierele s-au îndreptat spre Schleswig-Holstein, de unde ar fi trebuit să se îndrepte spre vest, spre Wilhelmshaven.  Manevra fusese concepută ca un atac „pe ușa din dos”, de pe direcția est. Planul a fost un succes parțial, bombardierele ajungând în apropierea țintelor fără să fie interceptate, dar manevrele ocolitoare le oferise germanilor avertizării timpurii (aproximativ o oră), instalațiile radar de coastă identificând bombardierele când se aflau la 30 km de țărm.
În timpul deplasării lor de-a lungul coastei, bombardierele au fost supuse tirului artileriei antiaeriene din port și de pe vasele militare. Odată ajunși în zona desemnată pentru atac, bombardierele au fost supuse tirului artileriei antiaeriene din Bremerhaven și Wilhelmshaven. Bombardierele au răspuns cu rafale de mitraliere. Proiectilele germane au explodat la înălțimea corectă, dar în spatele bombardierelor, neprovocându-le astfel pierderi. Când bombardierele au survolat portul Wilhelmshaven, Gneisenau și Scharnhorst, două dintre țintele britanicilor, erau ancorate prea aproape de țărm, iar Kellett a hotărât să nu le atace pentru ca să nu provoace victime în rândul populației civile.  Kellett avea ordine să atace de la altitudinea minimă (10.000 ft, 3.050 m). Doctrina operațională RAF sublina că cel mai mare pericol este reprezentat de focul artileriei antiaeriene, nu de avioanele inamice de vânătoare.
Slaba coordonare a Luftwaffe a făcut ca apărarea aeriană germană să aibă nevoie de o perioadă lungă de timp pentru prelucrarea informațiilor culese de stațiile radar. Maiorul  Harry von Bülow-Bothkamp—comandantul II./JG 77—avea să declare că sisteme de radare navale Freya au fost cele care au dat alarma, nu cele de alertare timpurie ale Luftwaffe. Acesta a fost cel mai probabil motivul pentru care bombardierele s-au apropiat de uscat fără să fie interceptate. Primele lupte aeriene au început la aproximativ o oră după ce radarele Freya ale Luftwaffe au transmis primele informații.
Comandantul Jagdfliegerführer, Carl-August Schumacher, respingea ideea unui bombardament britanic împotriva vaselor germane în condiții de cer limpede. Chiar în timp de comandantul grupului britanic de bombardiere Kellett decola, locotenentul Hermann Diehl demonstra performanțele radarului Freya unui ofițer de marină la locația bateria LN-Vers de pe insula Wangerooge. În timpul demonstrației, el a modificat direcția antenei spre nord, spre golful Helgoland. Imediat a recepționat ecoul bombardierelor britanice. el a telefonat la cartierul general al escadrilei lui Schumacher de la Jever. Cum radarele marinei nu sesizaseră bombardierele, lui Hermann Diehl i s-a spus că trebuie să fie o eroare, cu atât mai mult cu cât este ridicol să gândești măcar că britanicii ar ataca în asemenea condiții. Diehl s-a adresat mai apoi comandantului II./Jagdgeschwader 77 (JG 77) Hilmer von Bülow-Bothkamp. Nici acesta nu a luat în serios avertismentul. Peste aproximativ 20 de  minute, radarele navale Freyas au identificat prezența bombardierelor britanice. Nici măcar acum avioanele de vânătoare nu au primit ordinul de decolare. Deși radarele germane erau la fel de performante ca cele britanice, problema cea mai mare era a comunicațiilor greoaie. În vreme de radarele britanice lucrau în strânsă cooperare cu un sisteme de control al spațiului aerian prin intermediul aviației de vânătoare, Luftwaffe și Kriegsmarine comunicau greoi, iar domeniile lor responsabilitate se suprapuneau, creând numeroase confuzii. La aceasta se adăuga credința că RAF nu și-ar expune bombardierele pericolului atacului avioanelor de vânătoare în condiții meteo care le-ar fi favorizat pe cele din urmă. Avioanele de vânătoare au primit ordinele de decolare doar când observatorii tereștri au confirmat că informațiile operatorilor radar sunt reale. Observatorii tereștri au descris o formațiune de 44 de bombardiere, de două ori mai mare decât era în realitate.

### Luptele aeriene

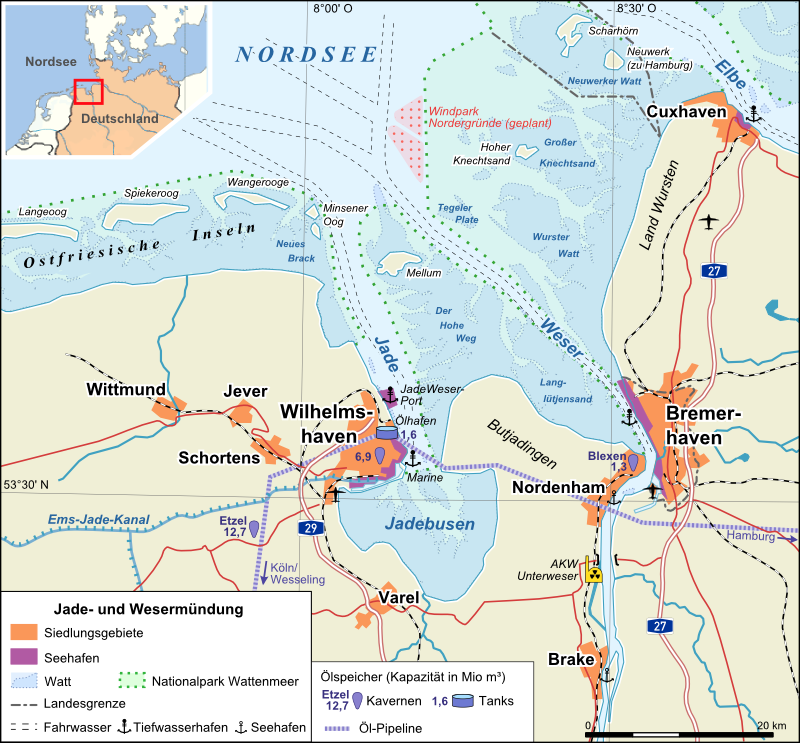
Zona de atac. Grupul comandat de de Kellet a venit dinspre est, a traversat estuarul Jade și s-a îndreptat spre Wilhelmshaven.

La 13:10, formația RAF a zburat peste câmpiile mlăștinioase de la vest de Cuxhaven și Wesermünde și a intrat în raza de acțiune a bateriilor artileriei antiaeriene 214, 244 și 264. Cum Kellett a deviat cursul spre estuarul râului Jade și pe deasupra orașului Wilhelmshaven, bateriile antiaeriene 212, 222, 252, 262 și 272 au deschis la rândul lor focul. Servanții armelor antiaeriene de pe vasele militare Scharnhorst, Gneisenau și alte câteva din docuri au început la rândul focul. Piloții germani au putut să remarce momentul în care avioanele de vânătoare germane decolau de pe o pistă camuflată. Mai înainte de începerea misiunii, comandantul JG1 a ținut o scurtă ședință de informare în timpul căreia își sfătuise piloții din subordine să atace bombardierele în unghi drept din lateral, prin unghiul mort al mitraliorilor de pe bombardierele Wellington. Un atac din spate, (așa cum se proceda în cazul luptelor împotriva avioanelor de vânătoare), era periculos, mitraliorii bombardierelor putând să declanșeze un foc încrucișat, sprijinindu-se reciproc pentru respingerea inamicilor. În plus, un atac din lateral ar fi exploatat una dintre punctele slabe ale acelor tipuri de bombardiere și anume lipsa sistemelor de închidere automată a rezervoarelor. Aceasta însemna că, dacă germanii ar fi țintit aripile bombardierelor (unde se aflau rezervoarele), acestea puteau fi ușor incendiate.
Cum încă nu fuseseră încă atacați de Luftwaffe, secțiunea comandantului Harris al Escadrilei 149 a fost singura care a reușit să lanseze bombele împotriva vaselor din portul Wilhelmshaven. Au fost lansate șase bombe de 500 de livre (225 kg). Nu se știe dacă bombele au atins vreo țintă.
După ce bombardierele ieșiseră din barajul antiaerian, formațiile erau dezorganizate. Formațiile lui  Kellett și Harris erau în bună ordine, dar avionul comandantului Guthrie era mult în fața restului Escadrilei 9, iar Escadrila 37 din spatele formației făcea eforturi să se apropie de avioanele din față. Comandantului acestei escadrile, Hue-Williams a cerut piloților să mărească viteza, dar aparatele de sub comanda nu au mai menținut formația organizată.
Oberleutnant Johannes Steinhoff, pilotând un avion Bf 109D din cadrul 10.(Nacht)./JG 26, escortat de doi camarazi din II./JG 77, au atacat la 13:30 atacat un grup de bombardiere britance imdediat după încetarea barajului de artilerie. Steinhoff a raportat doborârea a două bombardiere, iar camarazii lui doborârea a încă cinci. Cel care a doborât primul bombardier era Unteroffizierul Heolmayr.. La 13:40, o formație de două avioane Bf 110 din cadrul ZG 26 condusă de Hauptmann Wolfgang Falck, a revendicat doborârea a patru bombardiere. Aparatul lui Falck a fost avariat grav, el fiind nevoit să se reîntoarcă la bază. Falck a planat până al bază și s-a prăbușit pe pistă. Unteroffizier Fresia a revendicat la rândul lui două bombardiere doborâte. Comandantul Escadrilei 149 Harris a fost atacat de Oberleutnant Johann Fuhrmann. Fuhrmann a ratat bombardierul pe care îl atacase din lateral. El a încercat un atac din spate, în ciuda avertismentului dat de comandantul lui și a fost doborât. Fuhrmann a reușit să a amerizeze la câte sute de metri depărtare de insula Spiekeroog. Martorii oculari au relatat că pilotul a încercat să înoate până la mal dar s-a înecat în cele din urmă. Cel mai probabil, Fuhrmann a fost doborât soldatul de clasa a doua Gouldson de pe avionul pilotat de Riddlesworth. În timpul luptelor Oberleutnant Gordon Gollob a doborât avionul pilotat de comandantul Escadrilei 9, Archibald Guthrie. Avionul comandantului Escadrilei 37, Hue-Williams, a fost de asemenea doborât, cel mai probabil de Hauptmann Reinecke. Printre pierderile germanilor s-a numărat și Leutnant Roman Stiegler, care s-a prăbușit în mare în timpul cursei de urmărire a bombardierului pilotat de Lemon. Piloții din  Jagdgruppe au revendicat doborârea a încă două bombardiere, iar cei din ZG 76 alte cinci. Printre cei care au făcut revendicări a fost Helmut Lent, care a fost creditat cu două avioane doborâte. după ce a aterizat la Jever dintr-o patrulă, Lent a decolat într-o misiune de interceptare. El a atacat bombardierul Wellington al lui Herbie Ruse Wellington și a ucis aproape întregul echipaj. Bombardierul a pierdut înălțime într-un nor de fum, iar Lent a părăsit teatrul de luptă, crezând că e pe cale să se prăbușească. Lent a atacat după aceasta bombardierul lui Thompson, care s-a prăbușit în regiunea orașului Borkum. A treia reușită revendicată de Lent nu a fost recunoscută. El a atacat și doborât avionul lui Wimberley, dar deoarece avionul era deja grav avariat și pe cale să se prăbușească, lui Lent nu i-a fost atribuită victoria. În schimb Geschwaderkommodore Schumacher a primit creditul pentru doborârea acestui bombardier. Schumacher a mai doborât de asemenea bombardierul lui Lewis în apropiere de Borkum. La ora 13:45, avioanele de vânătoare germane au fost obligate să se reîntoarcă la bază, fiind aproape de limita maximă de zbor. La 14:05, celălalt grup de  bombardiere au ieșit din  raza de intercepție.

## Urmări

### Revendicări exagerate în fiecare tabără
Piloții germani de vânătoare au exagerat revendicând victorii aeriene împotriva bombardierelor RAF. Astfel, au fost revendicate 38 de bombardiere doborâte, în condițiile în care britanicii au pierdut doar 12 aparate de zbor din cele 22 participante la raid. Mitraliorii de pe bombardierele RAF au pretins că au doborât 12 avioane germane și au avariat grav alte 12. De fapt, britanicii au doborât doar trei avioane de vânătoare germane și au avariat grav alte patru.
Pentru ca să li se recunoască victoriile, piloții Luftwaffe au pretins că raidul a fost efectuat de 44 de bombardiere, pentru ca, mai apoi, OKL să crească această cifră la 52. După câteva ore, revendicările piloților germani au fost reduse la 34, iar după câteva luni această cifră a fost redusă la 27 de victorii „confirmate”. Chiar și așa, această cifră era de peste două ori mai mare decât cea reală și depășea numărul de bombardiere participante la raid. Istoricii germani au afirmat că cofrele oficiale germane au fost scăzute pentru că să fie ascunse pierderile, dar o examinare atentă a dovezilor arată că nu există nicio tentativă de mistificare din partea engleză. Înregistrările „Comisiei Commonwealthului pentru Memorialele de Război” ale militarilor care au murit și nu li se cunoaște locul în care sunt îngropați nu conține date despre un număr atât de mare de piloți și mitraliori dispăruți în misiune din cadrul Escadrilelor 9, 37 și 149.
Germanii au pierdut trei avioane de vânătoare Bf 109 distruse și două grav avariate și două avioane de vânătoare Bf 110 grav avariate. Șapte avioane Bf 110 și unul Bf 109 au suferit avarii ușoare. Johann Fuhrmann și  Roman Stiegler au fost singurii piloți care au murit în timpul acestei lupte. Un al treilea, Dietrich Robitzsch din Jagdgruppe 101, s-a prașutat din avionul său Bf 109 și a supraviețuit fără răni majore. Doi alți piloți au fost răniți: Feldwebel Hans Troitzsch (Bf 109) și Leutnant Gustav Uellenbeck (Bf 110).

### Analiza britanică a raidului
Evaluările tactice ale raidului făcute de cele două părți au fost radical diferite. Bomber Command a considerat că raidul a eșuat datorită incapacității piloților să zboare în formație strânsă și a slabei capacități de conducere a comandanților de aeronave. A fost menționată nevoia pentru o mai bună dotare cu armament defensiv împotriva atacului din flanc și cu rezervoare cu autoînchidere. Aceste considerații tactice ar fi putut, după părerea Bomber Command, să permită desfășurarea cu succes a unor acțiuni de bombardament pe timp de zi.
Pe 22 decembrie, un raport al „No. 3 Group RAF” (nesemnat report) afirma:
Există toate motivele să credem că o formație foarte strânsă a șase avioane Wellington va ieși dintr-un atac îndelungat și intens al avioanelor de vânătoare inamice cu foarte puține pierderi a propriilor avioane. O formație necompactă este altfel pasibilă să sufere pierderi foarte grele în aceleași condiții.
Pe 19 decembrie 1939, vicemareșalul aerului  Jackie Baldwin a raportat că liderii de escadrile Guthrie și Hue-Williams sunt vinovați de faptul că au zburat mult mai repede decât restul formațiunilor și au rupt un formațiunea funcțională din punct de vedere defensiv. Baldwin și-a trimis raportul comandantului RAF Bomber Command Edgar Ludlow-Hewitt. Hewitt a răspuns pe  23 decembrie și a acceptat considerațiile lui Baldwin cu privire la vina liderilor escadrilelor 9 și 37, care și-ar fi „abandonat” formațiunile. Hewitt a numit această acțiune o „crimă de neiertat”, deși liderul Escadrilei 149, Harris, avea să afirme mai târziu că este o apreciere exagerare, de vreme ce Guthrie și Hue-Williams nu aveau nivelul suficient de pregătire și nu participaseră la acțiuni de luptă până la acel raid. Harris a condamnat Cartierul general al Grupului No. 3, afirmând că nu a existat nicio acțiune de planificare sau antrenament comun a escadrilelor. Harris a adăugat că Statul Major al Grupului nu a asigurat niciun antrenament pentru zborul în formație.
În notele operative Formation Flying se specifica faptul că o formație de zbor nu trebuie să stea unită ca un tot, fiecare secțiune de șase avioane trebuind să fie o unitate care să-și asigure autonom apărare, zburând la niveluri diferite. Se afirma că o formație mai mare de 12 avioane era greoaie și imposibil de condus de un singur comandant. În aceste condiții, notele subliniau însă importanța zborului în formație pentru fiecare secțiune în parte. Dacă un comandat de secțiune ar fi ales să își urmeze liderul de formație (în acest caz Kellet) în detrimentul propriei secțiuni, formațiunea trebuia să se despartă, iar avioanele sale se alăture celei mai apropiate formațiuni. Formațiunile de bombardiere fuseseră concepute pe ideea apărării mutuale. Dacă formațiunea se destrăma, fiecare bombardier ar fi trebuit să se apare cu propriile forțe, ceea ce ar fi ușurat sarcina vânătorilor inamici care ar fi atacat bombardierele pe rând. Comandanții de escadrile Guthrie și Hue-Williams nu au ținut seama de aceste prevederi în timpul luptelor. Comandantul Kellett a urmat instrucțiunile și a pierdut un singur avion. Harris a reușit să păstreze formația de zbor și nu a pierdut niciun bombardier. În săptămânile care au urmat a început o dezbatere cu privire la modificarea planurilor pentru atacurile pe timp de zi în favoarea celor nocturne, efectuate sub acoperirea întunericului. Hewitt a fost în favoarea atacurilor nocturne.

### Analiza germană a raidului
Din punct de vedere tactic, germanii au subliniat slăbiciunile bombardierelor britanice pe care le cunoșteau deja – slaba capacitate defensivă a avioanelor Wellington pentru atacurile din lateral, dar au admis că formațiunile rigide de zbor ale bombardierelor au funcționat în favoarea piloților avioanelor de vânătoare, permițându-le acestora din urmă alegerea celor mai bune poziții și unghiuri de atac. Germanii au considerat că raidul RAF efectuat la înălțimea de 3.000 – 4.900 m în condiții de zi  și de vizibilitate excelentă a fost o „prostie criminală”. În raport a fost analizată și eficiența tirului artileriei antiaeriene. Schumacher a considerat că tirul AA s-a dovedit eficient în ruperea formațiilor de bombardiere, ceea ce a dus la creșterea șanselor de atac ale avioanelor de vânătoare.
După invazia din Polonia care tocmai se încheiase, forțele terestre Statul major al Forțelor terestre a făcut o analiză atentă a acestei campanii. Statul major a subliniat problemele legate de comandă, tactică și control pentru îmbunătățirea eficienței propriilor trupe. În cazul primului bombardament aliat împotriva țintelor germane, se pare că subordonații lui Schumacher nu au făcut o analiză asemănătoare, fiind prea preocupați să se felicite pentru succesul obținut. Nu există dovezi că Luftwaffe ar fi desfășurat o analiză după raidul din Golful Helgoland ca cea pe care au făcut-o forțelor terestre în cazul campaniei din Polonia. Succesul Luftwaffe a fost exploatat doar din punct de vedere propagandistic, niciuna dintre problemele evidențiate în timpul luptelor nefiind analizate.
Modul în care s-a desfășurat războiul din septembrie 1939 până în vara anului 1941 a părut că dă dreptate abordării Luftwaffe din perioada interbelică, de concentrare a atenției pe aviația ofensivă în defavoarea aviație defensive, de vânătoare. Succesele Luftwaffe din Campania din Norvegia și din  Țările de Jos, Belgia, Franța, Iugoslavia și Grecia au motivat cu prisosință în epocă această abordare. Luftwaffe a apărat spațiul aerian german ținând departe de granițele germane forțele aeriene inamice și înfrângându-le în propriile spații aeriene. Ocuparea teritoriilor inamicilor Germaniei a împiedicat folosirea bazelor aeriene ale celor înfrânți pentru executarea cu sorți de izbândă a oricăror raiduri împotriva țintelor aeriene din Reich. Defensiva aeriană diurnă a fost implicată în lupte doar ocazional în această perioadă de timp. Această desfășurare a evenimentelor și faptul că RAF era capabil doar de raiduri limitate ca rază de acțiune pe deasupra teritoriului francez a condus comandanții Luftwaffe la concluzia că Germania este practic invulnerabilă la atacurile aeriene. Pentru menținerea ofensivei pe front, producția de bombardiere a dominat industria aeronautică, în vreme ce producția de avioane de vânătoare a avut o prioritate redusă..
La sfârșitul lunii decembrie a anului 1941 însă, Statele Unite au intrat în război de partea aliaților, după ce Adolf Hitler le-a declarat război americanilor pe 11 decembrie. Eșecul operațiunii „Barbarossa” cam în aceeași perioadă a relevat că metoda de concentrare a tuturor resurselor Luftwaffe pe linia frontului se dovedea greșită. RAF și-a început campania de bombardamente nocturne la începutul anului 1942 și, ceva mai târziu în același an,  United States Army Air Force (USAAF) și-a început campania de bombardamente diurne. Chiar și în acest moment,  OKL a continuat să se opună trimiterii forțelor sale de pe front pentru apărarea Germaniei. Doar în mai 1942, cupă ce Luftwaffe a trebuit să facă față primelor raiduri USAAF pe timp de zi, OKL a început să fie îngrijorat de efectele bombardamentelor strategice aliate diurne. Chiar și așa, până la sfârșitul anului 1942, soluțiile luate pentru întărirea apărării aerine împotriva atacurilor diurne au fost fragmentate și contraproductive. Hans Jeschonnek a rezumat atitudinea OKL atunci când a declarat că Luftwaffe poate să respingă atacurile aerine diurne cu o singură grupă (3 escadrile). Evenimentele perioadei 1943—1944 aveau să nu îi dea dreptate.Generalul însărcinat cu apărea antiaeriană în 1941-1945,  Adolf Galland, a declarat că lipsa planificării și organizării defensivei aeriene a fost una dintre cele mai mari greșeli ale Luftwaffe din timpul războiului.